# Латинський кубок 1951
Третій розіграш Латинського кубка, що проводився з 20 червня по 24 червня 1951 року. Цей міжнародний футбольний клубний турнір розігрувався переможцями національних чемпіонатів Іспанії, Італії, Португалії та Франції. Країною-господаркою була Італія. Переможцем став італійський «Мілан». 
Кубок був заснований футбольними федераціями чотирьох романськомовних країн Західної Європи. Матчі кубку проводились в одній країні, по черзі в кожній з країн-учасниць. Розіграш кубка влаштовувався влітку по закінченні поточного сезону національних чемпіонатів. Змагання складалися з двох півфіналів, матчу за третє місце і фінального матчу.

## Учасники

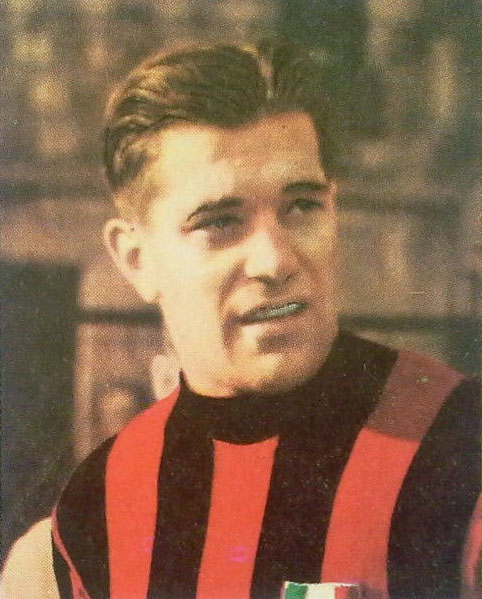
Гуннар Нордаль забив три голи у фіналі турніру

Чемпіон Франції «Ніцца» відмовився від участі заради виступу в Кубку Ріо, міжнародному турнірі для клубів з Європи і Південної Америки, що розпочався в кінці червня. Натомість «Мілан» обрав саме Латинський кубок, а в Бразилію від Італії вирушив «Ювентус». В той же час португальський «Спортінг» зумів виступити в обох турнірах. 
| N° | Країна     | Команда    | Ліга                                  |
| -- | ---------- | ---------- | ------------------------------------- |
| 1  | Італія     | «Мілан»    | 1 місце чемпіонату Італії 1950-51     |
| 2  | Іспанія    | «Атлетіко» | 1 місце чемпіонату Іспанії 1950-51    |
| 3  | Португалія | «Спортінг» | 1 місце чемпіонату Португалії 1950-51 |
| 4  | Франція    | «Лілль»    | 2 місце чемпіонату Франції 1950-51    |

## Півфінали
| 20.06.1951 |

| «Мілан»                                        | 4:1 (2:0)  | «Атлетіко»         |
| ---------------------------------------------- | ---------- | ------------------ |
| Маріо Реносто 17', 55', 75' Гуннар Нордаль 19' | (Протокол) | 19' Генрі Карлссон |

| «Сан-Сіро», Мілан Арбітр: Леон Бое |

«Мілан»: Лоренцо Буффон, Артуро Сільвестрі, Андреа Бономі, Беніньйо де Гранді, Карло Анновацці, Гуннар Грен, Омеро Тоньйон, Нільс Лідгольм, Ренцо Буріні, Гуннар Нордаль, Маріо Реносто, Тренер: Лайош Цейзлер
«Атлетіко»: Марсель Домінго, Хуан Хосе Менсія, Дієго Лосано, Альфонсо Апарісіо, Рафаель Мухіка, Альфонсо Сілва, Генрі Карлссон, Педро Маскаро, Хосе Луїс Перес-Пайя, Адріан Ескудеро, Хосеп Хункоса. Тренер: Еленіо Еррера.
| 20.06.1950 |

| «Лілль»        | 1:1 (1:0)  | «Спортінг» (Лісабон) |
| -------------- | ---------- | -------------------- |
| Ерік Єнсен 37' | (Протокол) | 56' Мануел Васкеш    |

| «Сан-Сіро», Мілан Арбітр: Мануель Асенсі Мартін |

«Лілль»: П'єр Ангель, Жак Ван Каппеллен, Марсо Сомерлінк, Кор ван дер Гарт, Гі Пуатевен, Альбер Дюбрек, Андре Страпп, Болеслав Темповський, Маріус Вальтер, Жан Лешантре, Ерік Єнсен, Тренер: Андре Шева
«Спортінг»: Карлуш Гоміш (Жоау Азеведу, 46), Жувенал да Сілва, Мануел Пассуш, Мануел Кальдейра, Карлуш Канаріу, Жука, Албану Перейра, Жозе Травассуш, Жесуш Коррея, Мануел Васкеш, Жоау Мартінш. Тренер: Рендольф Галловей.

### Перегравання
| 21.06.1950 |

| «Лілль»                                                   | 6:4 (2:1, 4:4, 2:0) | «Спортінг» (Лісабон)                           |
| --------------------------------------------------------- | ------------------- | ---------------------------------------------- |
| Андре Страпп 5', 45', 49', 54', 97' Болек Темповський 92' | (Протокол)          | 27', 53', 76' Мануел Васкеш 92' Мануел Калдера |

| «Сан-Сіро», Мілан Арбітр: Мануель Асенсі Мартін |

«Лілль»: П'єр Ангель, Жак Ван Каппеллен, Марсо Сомерлінк, Кор ван дер Гарт, Гі Пуатевен, Альбер Дюбрек, Андре Страпп, Болеслав Темповський, Маріус Вальтер, Жан Лешантре, Ерік Єнсен, Тренер: Андре Шева
«Спортінг»: Жоау Азеведу, Маріу Вілсон, Мануел Пассуш, Мануел Кальдейра, Карлуш Канаріу, Жука, Варіссіму Алвеш, Албану Перейра, Жезуш Коррея, Мануел Васкеш, Маріу Пачеку Нобре. Тренер: Рендольф Галловей.

## За третє місце
| 21.06.1950 |

| «Атлетіко»                                                    | 3:1 (1:1)  | «Спортінг» (Лісабон) |
| ------------------------------------------------------------- | ---------- | -------------------- |
| Генрі Карлссон 13' Педро Маскаро 73' Хосе Луїс Перес-Пайя 89' | (Протокол) | 8' Жозе Травассош    |

| «Сан-Сіро», Мілан Арбітр: Джузеппе Карпані |

«Атлетіко»: Вісенте Даудер, Тінте, Дієго Лосано, Хосе Фернандес, Рафаель Мухіка, Альфонсо Сілва, Генрі Карлссон, Педро Маскаро, Хосе Луїс Перес-Пайя, Адріан Ескудеро, Сальвадор Еструч. Тренер: Еленіо Еррера.
«Спортінг»: Жоау Азеведу, Маріу Вілсон, Жувенал да Сілва, Мануел Кальдейра, Карлуш Канаріу, Веріссіму Алвеш, Албану Перейра, Жозе Травассуш, Жезуш Коррея, Мануел Васкеш, Маріу Пачеку Нобре. Тренер: Рендольф Галловей.

## Фінал
| 24 червня 1951 |

| «Мілан»                                                           | 5:0 (2:0)  | «Лілль» |
| ----------------------------------------------------------------- | ---------- | ------- |
| Гуннар Нордаль 32', 57', 67' Ренцо Буріні 40' Карло Анновацці 70' | (Протокол) |         |

| «Сан-Сіро», Мілан Арбітр: Еужен Шерц |

|               |    |                    |  |
|               |    |                    |  |
| ВР            | 1  | Лоренцо Буффон     |  |
| ЗХ            | 2  | Артуро Сільвестрі  |  |
| ЗХ            | 3  | Андреа Бономі      |  |
| ПЗ            | 4  | Нільс Лідгольм     |  |
| ПЗ            | 5  | Омеро Тоньйон      |  |
| ПЗ            | 6  | Беніньйо де Гранді |  |
| НП            | 7  | Карло Анновацці    |  |
| НП            | 8  | Ренцо Буріні       |  |
| НП            | 9  | Гуннар Грен        |  |
| НП            | 10 | Гуннар Нордаль     |  |
| НП            | 11 | Альбано Вікаріотто |  |
| Тренер:       |    |                    |  |
| Лайош Цейзлер |    |                    |  |

|                  |    |                      |  |
|                  |    |                      |  |
| ВР               | 1  | П'єр Енже            |  |
| ЗХ               | 2  | Жан ван Каппелен     |  |
| ЗХ               | 3  | Кор Ван дер Гарт     |  |
| ЗХ               | 4  | Гі Пуатевен          |  |
| ПЗ               | 5  | Марсо Сомерлінк      |  |
| ПЗ               | 6  | Альбер Дюбрек        |  |
| НП               | 7  | Болеслав Темповський |  |
| НП               | 8  | Жан Лешантре         |  |
| НП               | 9  | Ерік Кульд Єнсен     |  |
| НП               | 10 | Жан Венсан           |  |
| НП               | 11 | Андре Страпп         |  |
| Головний тренер: |    |                      |  |
| Андре Шева       |    |                      |  |

## Найкращі бомбардири

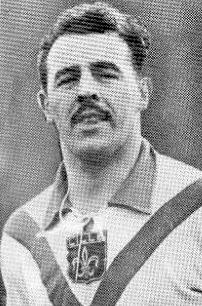
Андре Страпп — найкращий бомбардир турніру

| Місце | Гравець                     | Голи |
| ----- | --------------------------- | ---- |
| 1     | Андре Страпп («Лілль»)      | 5    |
| 2     | Гуннар Нордаль («Мілан»)    | 4    |
| 2     | Мануел Васкеш («Спортінг»)  | 4    |
| 4     | Маріо Реносто (««Мілан»»)   | 3    |
| 5     | Генрі Карлссон («Атлетіко») | 2    |